# Carnaval de São Roque
O Carnaval de São Roque, realizado na cidade de São Roque, à aproximadamente 70 quilômetros de São Paulo é realizado anualmente, organizado pelas agremiações, comunidades são-roquenses. O Carnaval da Estância Turística de São Roque - SP se intensificou em meados de 1930 à 1940, período onde nota-se grande preocupação com a organização, onde havia apoio absoluto dos foliões (famílias tradicionais de São Roque), conhecidos como “amantes dos forguetos”, a festa era comemorada em salões, formada por pequenos blocos, segundo Elcio Boccato, O democrata. Hoje o carnaval são-roquense é composto por desfiles de rua, organizado pelas agremiações (comunidades são-roquenses) e também possui uma programação de blocos de rua que contribuem para a integração do mesmo. Atualmente os desfiles de Carnaval de São Roque é composto pelas seguintes escolas:
- Corações Unidos - Comunidade de São João Novo
- Unidos da Estação Santa Quitéria - Comunidade de Santa Quitéria
- Flor de Lis- Vila Amaral
- Império Dourado- Jardim Mosteiro
- Leões Unidos da 119 -
- Mocidade independente da Vila Aguiar - Vila Aguiar, comunidade Santa Rita e Capuava.

	Os desfiles das escolas de Samba ocorrem na Av. Bandeirantes, separado dos blocos de ruas que ocorrem no trecho reconstruído da Av. Marginal, seguindo pela Av. Brasil em direção a Av. Bandeirantes, realizando desfiles e suas tradicionais paradas e evoluções segundo o Departamento de Turismo e a Divisão de Cultura da Prefeitura de São Roque. As medidas para manter a organização dessa festividade é encontrada por meio do Decreto 8.716, de 05 de janeiro de 2018, sancionado pelo prefeito Cláudio José de Góes. 
	O Carnaval são-roquense, possui relevância à sua identidade cultural. O objetivo dos desfiles é promover a história, preservar sua ancestralidade, cultura, e a diversificação de grupos/comunidades, busca promover a interação entre as agremiações, famílias são-roquenses e turistas. Os desfiles e o Samba das Escolas de Samba de São Roque foram tombados como patrimônios imateriais, nos termos da Lei 4394/2015, de autoria do Vereador Mestre Kalunga e sancionada pelo Prefeito Daniel, após o carnaval da alegria 2016. Um dos métodos de defesa que a cidade de São Roque adotou para preservar patrimônios foi por meio da Lei Complementar n° 09 de 05 de agosto de 1998 (alterada pelas Leis Complementares n° 15/00 e n° 76/14), CONPREHA.